# Federica Isola
Federica Isola (Milano, 27 settembre 1999) è una schermitrice italiana, specializzata nella spada. Campionessa mondiale giovanile nel 2019, ha conquistato il bronzo a squadre ai Giochi olimpici di Tokyo 2020 e numerose medaglie ai campionati mondiali, europei e campionati italiani, distinguendosi per continuità e rendimento soprattutto nelle competizioni a squadre.

## Biografia

### Carriera

#### Giovanile
Federica Isola si è affermata sin da giovane come una delle spadiste italiane più promettenti. Nel settore cadetti conquista il bronzo individuale e l'argento a squadre a Gerusalemme 2014. Si laurea campionessa europea individuale nel 2015 a Maribor e si conferma al vertice di categoria agli europei di Novi Sad del 2016, vincendo in entrambe le edizioni anche l’oro nella prova a squadre.
Nel passaggio alla categoria juniores prosegue la sua ascesa: dopo aver conseguito un oro a squadre agli Europei juniores di Plovdiv del 2017, nel 2018 domina la scena vincendo sia l’oro individuale che quello a squadre agli Europei giovani di Sofia. L’anno successivo, sempre nella categoria juniores, ottiene l’oro individuale e l’argento a squadre a Foggia.
In campo mondiale giovanile, conquista il titolo iridato individuale a Toruń 2019, dopo essersi aggiudicata l’oro a squadre a Verona 2018, l'argento a squadre a Plovdiv 2017 e il bronzo individuale a Foggia 2017.

#### Élite
A livello seniores, debutta ai massimi livelli partecipando ai Giochi olimpici di Tokyo 2020, dove conquista la medaglia di bronzo nella spada a squadre insieme alle compagne di squadra Rossella Fiamingo, Mara Navarria e Alberta Santuccio.
Ai Mondiali di spada colleziona numerose medaglie a squadre: bronzo a squadre a Budapest 2019 e argento a squadre sia a Il Cairo 2022, sconfiette dalla formazione coreana, che a Milano 2023, dove hanno perso di misura con la Polonia.
In ambito europeo, vince una medaglia d’argento nella spada a squadre ad Adalia 2022 e un bronzo a squadre a Düsseldorf 2019.
Ai  Giochi europei di Cracovia del 2023, non va oltre il bronzo a squadre.
In ambito nazionale, Isola si conferma tra le migliori spadiste italiane vincendo due volte il titolo individuale, aggiudicandosi, in particolare, le edizioni di Palermo 2019 e Courmayeur 2022. A livello individuale consegue, inoltre, un bronzo a Piacenza 2025.
Ottiene anche due titoli italiani a squadre: La Spezia 2023 e Cagliari 2024, oltre a numerosi altri podi: argento a Palermo 2019, Cassino 2021, Courmayeur 2022 e quattro bronzi rispettivamente a Roma 2016, Gorizia 2017, Milano 2018 e Piacenza 2025. 
La sua carriera si caratterizza per la costanza di rendimento nelle prove a squadre e per alcuni successi individuali di rilievo, in un percorso segnato da esperienza internazionale e centralità nel gruppo azzurro.

## Palmarès

### Risultati élite
In carriera ha ottenuto i seguenti risultati:
Giochi olimpici
Individuale
A squadre
- Bronzo nella spada a Tokyo 2020

Mondiali
Individuale
A squadre
- Argento nella spada a Il Cairo 2022
- Argento nella spada a Milano 2023
- Bronzo nella spada a Budapest 2019

Europei
Individuale
A squadre
- Argento nella spada ad Adalia 2022
- Bronzo nella spada a Düsseldorf 2019

Giochi europei
Individuale
A squadre
- Bronzo nella spada a Cracovia 2023

Campionati italiani
Individuale
- Oro nella spada a Palermo 2019
- Oro nella spada a Courmayeur 2022
- Bronzo nella spada a Piacenza 2025

A squadre
- Oro nella spada a La Spezia 2023
- Oro nella spada a Cagliari 2024
- Argento nella spada a Palermo 2019
- Argento nella spada a Cassino 2021
- Argento nella spada a Courmayeur 2022
- Bronzo nella spada a Roma 2016
- Bronzo nella spada a Gorizia 2017
- Bronzo nella spada a Milano 2018
- Bronzo nella spada a Piacenza 2025

### Risultati giovani
Mondiali giovani
Individuale
- Oro nella spada a Toruń 2019
- Bronzo nella spada a Plovdiv 2017

A squadre
- Oro nella spada a Verona 2018
- Argento nella spada a Plovdiv 2017

Europei giovani
Individuale
- Oro nella spada a Soči 2018
- Oro nella spada a Foggia 2019

A squadre
- Oro nella spada a Plovdiv 2017
- Oro nella spada a Soči 2018
- Argento nella spada a Foggia 2019

Europei cadetti
Individuale
- Oro nella spada a Maribor 2015
- Oro nella spada a Novi Sad 2016
- Bronzo nella spada a Gerusalemme 2014

A squadre
- Oro nella spada a Maribor 2015
- Oro nella spada a Novi Sad 2016
- Argento nella spada a Gerusalemme 2014